# Étienne de Ganay
Étienne Jean de Ganay, né le 18 septembre 1899 à Paris et mort dans la même ville le 12 janvier 1990, est un officier de marine, explorateur, et aristocrate français, notamment connu pour avoir été le capitaine de l’expédition ethnographique de La Korrigane dans le Pacifique Sud entre 1934 et 1936.

## Biographie

### Famille
Le comte Étienne de Ganay appartient à une famille aristocratique française. Il est le frère de Régine de Ganay (1909–2014), peintre et ethnographe amateur, de Solange de Ganay (1903-2002), elle aussi ethnographe, et l’époux de la comtesse Monique de Ganay (1908-1995), qui participe activement à l’expédition, notamment à la rédaction des fiches d’objets.

### Carrière militaire
Étienne de Ganay entre dans la Marine nationale en 1919. Après avoir été promu second maître chef de quart, il intègre l'École des officiers de marine le 4 septembre 1919. Il devient enseigne de vaisseau de 2e classe le 1er octobre 1921, affecté au port de Toulon, puis enseigne de vaisseau de 1re classe en 1923. Il est versé dans la réserve en 1925. Il sert notamment à bord de la Jeanne d’Arc, où il découvre l’Extrême-Orient et le Pacifique, régions qui marquent durablement son imaginaire.

### L’expédition de la Korrigane (1934–1936)
En mars 1934, Étienne de Ganay organise et dirige, avec son épouse Monique de Ganay, sa sœur Régine van den Broek d'Obrenan, son beau-frère Charles van den Broek d’Obrenan, et leur ami Jean Ratisbonne, une expédition à bord de la goélette La Korrigane. Naviguant pendant plus de deux ans à travers le Pacifique Sud, l’équipage — composé de 14 personnes dont 9 marins bretons — explore les îles Marquises, Tahiti, la Nouvelle-Zélande, les Fidji, la Nouvelle-Calédonie, les Nouvelles-Hébrides, les Salomon, la Nouvelle-Guinée, Java ou encore Ceylan,.
L’expédition est à la croisée du voyage de découverte et de la recherche ethnographique moderne. Les membres de l’expédition, bien que considérés comme ethnologues amateurs, mènent un travail de collecte rigoureux, recueillant plus de 2 500 objets ethnographiques, des milliers de photographies, de dessins, ainsi que de nombreuses fiches de terrain.

Étienne de Ganay en est le capitaine et responsable de la navigation et de la logistique. Il témoigne, dans ses carnets, d’une conscience critique du rôle ambigu de l’expédition, oscillant entre découverte scientifique et dépossession culturelle. À propos de la prise d’une statue sacrée dans les îles Salomon, il écrit:
« Je n’étais qu’un vandale. »

## Après l'expédition
Entre 1945 et 1950, Étienne de Ganay préside le Yacht Club de France.
Il est également membre, avec son épouse, de la Société des océanistes.
Étienne de Ganay meurt à l'âge de 90 ans en 1990 dans le 8e arrondissement de Paris.

### Héritage
Les objets collectés au cours du voyage de La Korrigane sont, pour une large part, déposés au Musée d'Ethnographie du Trocadéro, puis intégrés aux collections du Musée de l'Homme, lors de son ouverture en 1938. Une première exposition intitulée Le voyage de La Korrigane en Océanie est organisée cette même année, marquant un tournant dans la reconnaissance de l’art océanien en France.
En 2001, une nouvelle exposition rétrospective est consacrée à l’expédition au musée de l’Homme, accompagnée de la publication de l’ouvrage Le voyage de La Korrigane dans les mers du Sud, retraçant le périple et les enjeux de cette aventure scientifique.
En 2025, un navire de recherche écologique du Muséum national d’histoire naturelle est baptisé La Korrigane en hommage à cette expédition.